# 지방흡입술

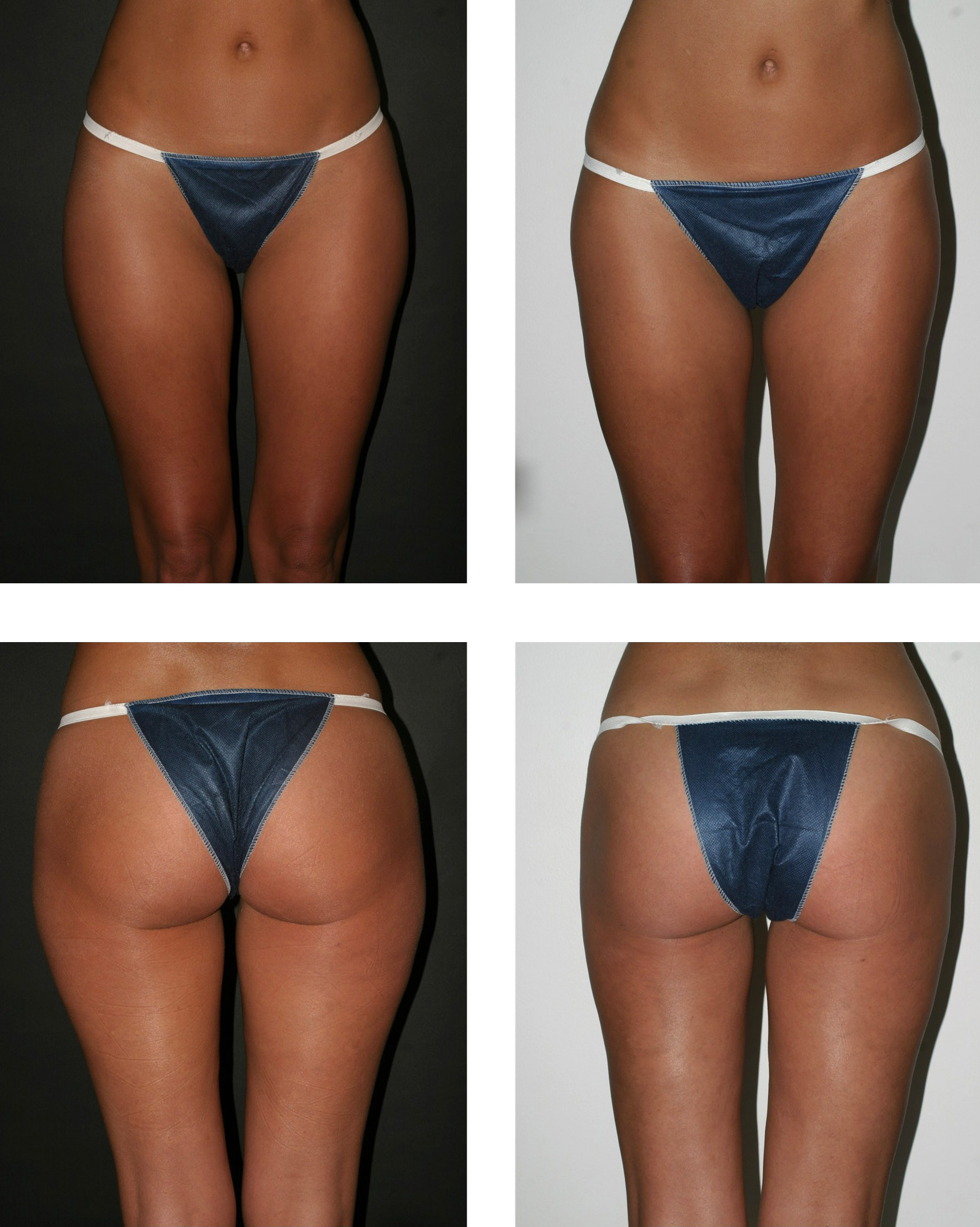
흡입 보조 지방흡입술.

지방흡입술(脂肪吸入術, 영어: liposuction)은 체형의 변화를 시도하기 위해 인체로부터 지방을 제거하는 성형술의 일종이다. 수개월 이상에 걸쳐 체중에 영향을 준다는 것을 뒷받침하는 증거는 없으며 비만 관련 문제에 영향을 미치지는 않는 것으로 보인다.
심부정맥 혈전증, 장기 천공, 출혈, 감염을 포함한 심각한 합병증을 유발할 수 있다. 10,000개의 사례 중 약 1개 꼴로 사망이 발생한다. 이 기법의 안전은 제거된 조직의 양뿐 아니라 마취제의 선택과 전반적인 건강과도 관련된다. 여러 요인들로 말미암아 한 세션에서 제거할 수 있는 지방의 양이 제한된다. 너무 지방을 많이 제거할 경우 나타나는 부정적인 면으로는 피부의 혹투성이를 들 수 있다.
수술 가능한 부위로는 복부, 넓적다리, 볼기, 팔 뒷편을 들 수 있다. 수술은 전신 또는 국소 마취를 통해 수행할 수 있다. 그 다음 캐뉼라와 부압을 통해 지방을 흡입하게 된다. 대체적으로 정상 체중이면서 양호한 피부 탄력성을 가진 사람이 수술을 받는 것이 좋다.
미국에서는 가장 흔하게 수행되는 성형술이다.